# Kingsville Township
Kingsville Township är ett township i Liberia. Det ligger i Montserrado County, i den centrala delen av landet, 40 km öster om huvudstaden Monrovia.